# Mutsumi Tamabayashi
Mutsumi Tamabayashi (玉林 睦実 Tamabayashi Mutsumi?, nacido el 12 de octubre de 1984 en Uwajima, Ehime) es un futbolista japonés que se desempeña como defensa.

## Trayectoria

### Clubes
| Club                | País  | Año         |
| ------------------- | ----- | ----------- |
| Fagiano Okayama     | Japón | 2007 - 2009 |
| Matsumoto Yamaga FC | Japón | 2010 - 2014 |
| Ehime FC            | Japón | 2015 -      |

## Estadística de carrera

### J. League
| Club                | Año   | J. League | J. League | Copa J. League | Copa J. League | Total | Total |
| Club                | Año   | Part.     | Goles     | Part.          | Goles          | Part. | Goles |
| ------------------- | ----- | --------- | --------- | -------------- | -------------- | ----- | ----- |
| Fagiano Okayama     | 2009  | 21        | 0         | -              | -              | 21    | 0     |
| Matsumoto Yamaga FC | 2012  | 38        | 2         | -              | -              | 38    | 2     |
| Matsumoto Yamaga FC | 2013  | 42        | 4         | -              | -              | 42    | 4     |
| Matsumoto Yamaga FC | 2014  | 12        | 0         | -              | -              | 12    | 0     |
| Ehime FC            | 2015  | 39        | 4         | -              | -              | 39    | 4     |
| Ehime FC            | 2016  | 22        | 0         | -              | -              | 22    | 0     |
| Ehime FC            | 2017  | 28        | 1         | -              | -              | 28    | 1     |
| Total               | Total | 202       | 11        | 0              | 0              | 202   | 11    |